# Gendarmerie (Serbien)

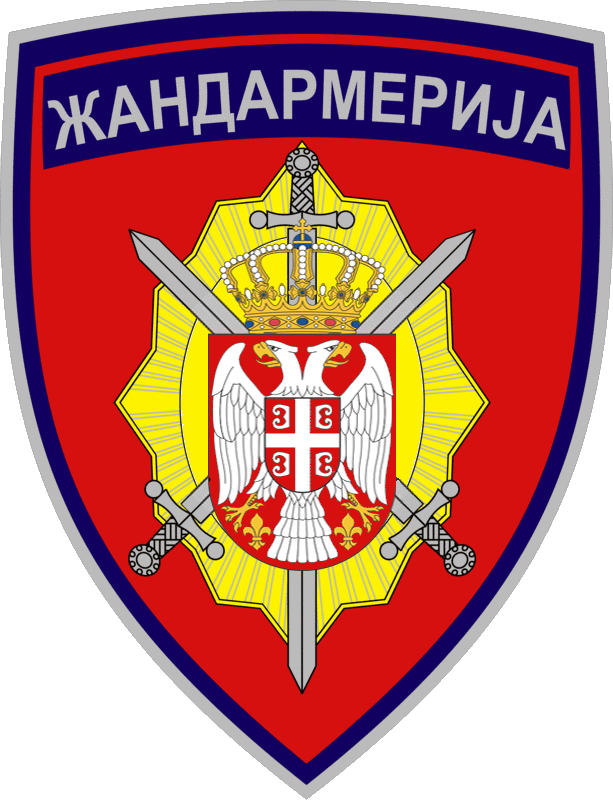
Emblem der Žandarmerija

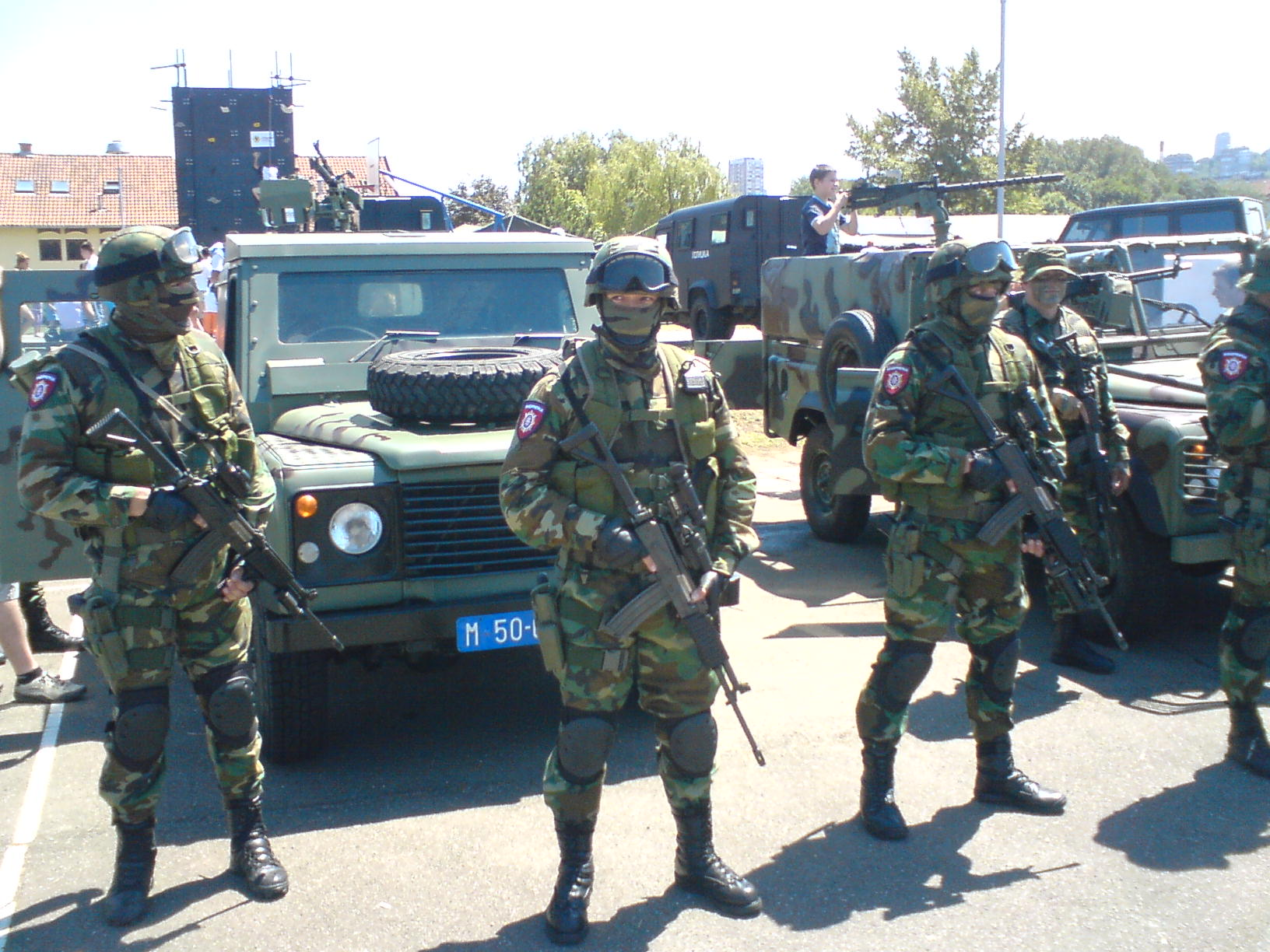
Mitglieder der Gendarmerie

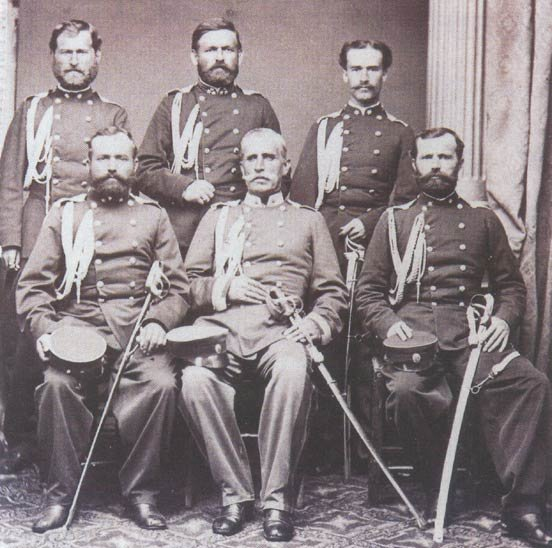
Offiziere der Gendarmerie, um 1865

Die Žandarmerija (serbisch-kyrillisch: Жандармерија [ʒandarməˈrija]) ist die Gendarmerie Serbiens, sie wurde am Ende des Zweiten Weltkrieges aufgelöst. Am 28. Juni 2001 rief Innenminister Dušan Mihajlović die Gendarmerie wieder ins Leben. Die Einheit für Spezialoperationen (JSO) und die Einheit spezielle Polizei (PJP) wurden später zur Gendarmerie hinzugefügt. Die Gendarmerie erledigt sowohl zivile als auch militärische Aufgaben.

## Geschichte
Der Name „Žandarmerija“ wird abgeleitet aus dem französischen Wort „Gendarmerie“ ([ʒandarməˈri]). Die Geschichte des Gendarmeriekorps geht zurück auf 1860, damals umfasste es ursprünglich noch 120 Offiziere. Es wurde am Ende des Zweiten Weltkrieges aufgelöst und am 28. Juni 2001, von Innenminister Dušan Mihajlović, wieder ins Leben gerufen. Dies geschah der Umbenennung wegen, von der Spezialpolizei in die Gendarmerie. Eine der wichtigsten Aufgaben war die Erfassung der Verdächtigen in der Ermordung von Zoran Đinđić.

## Aufgaben
Die serbische Gendarmerie besteht aus vier bataillonsgroßen Einheiten. Jedes Bataillon hat etwa 700 bis 800 Gendarmen. Die wichtigsten Basen befinden sich in Belgrad, Niš, Novi Sad und Kraljevo.
Allgemeine Aufgaben:
- Wiederherstellung von Frieden und Stabilität,
- Bekämpfung des Terrorismus,
- Bekämpfung von gewalttätigen Gruppen,
- Die Unterdrückung von Unruhen in Gefängnissen.

Zivilen Aufgaben:
- für die Sicherheit und die öffentliche Ruhe sorgen,
- Ermittlung und Verhinderung von Organisierter Kriminalität, Terrorismus und anderen gewalttätige Gruppen,
- staatliches und privates Eigentum schützen,
- Bei Notfällen, Naturkatastrophen, Widerstand gegen die Staatsgewalt und bewaffneten Konflikten wird Unterstützung und Hilfe bei Zivilisten und Behörden und Organisationen mit Sicherheitsaufgaben geleistet.

Militärischen Aufgaben:
- Schutz der Sicherheit, der öffentlichen Ruhe und der Ordnung zu bieten und zu bewahren,
- staatliches und privates Eigentum schützen,
- andere Sicherheitskräfte im Notfall, Unruhen und Krieg zu unterstützen, um Unruhen zu unterdrücken,
- das Kriegsrecht und die Mobilisierung zu verstärken,
- zu kämpfen und festzunehmen von verdächtigen Kriminellen, Terroristen und anderen gewalttätigen Gruppen.

Seine zusätzlichen Aufgaben sind alle Aufgaben in den Dekreten von Gesetzen und Vorschriften andere als zivile, militärische und andere Aufgaben und Pflichten von den staatlichen Verordnungen auf ihnen basierenden gegeben verordnet durchführen.